# Beniflà
Beniflà (spanisch Beniflá) ist eine spanische Gemeinde (Municipio) mit 502 Einwohnern (Stand: 2024) in der Valencianischen Gemeinschaft, in der Comarca La Safor.

## Lage
Beniflà liegt nahe der Costa del Azahar (Mittelmeerküste) in einer Höhe von ca. 50 m. Der Río Serpis begrenzt die Gemeinde im Westen. Die Provinzhauptstadt Valencia liegt etwa 75 Kilometer in nordnordwestlicher Richtung.

## Geschichte
| Jahr      | 1900 | 1930 | 1950 | 1960 | 1970 | 1981 | 1991 | 2001 | 2011 | 2021 |
| --------- | ---- | ---- | ---- | ---- | ---- | ---- | ---- | ---- | ---- | ---- |
| Einwohner | 158  | 211  | 165  | 194  | 185  | 164  | 153  | 190  | 445  | 463  |

## Kultur und Sehenswürdigkeiten
- Jakobuskirche (Iglesia de San Jaime)

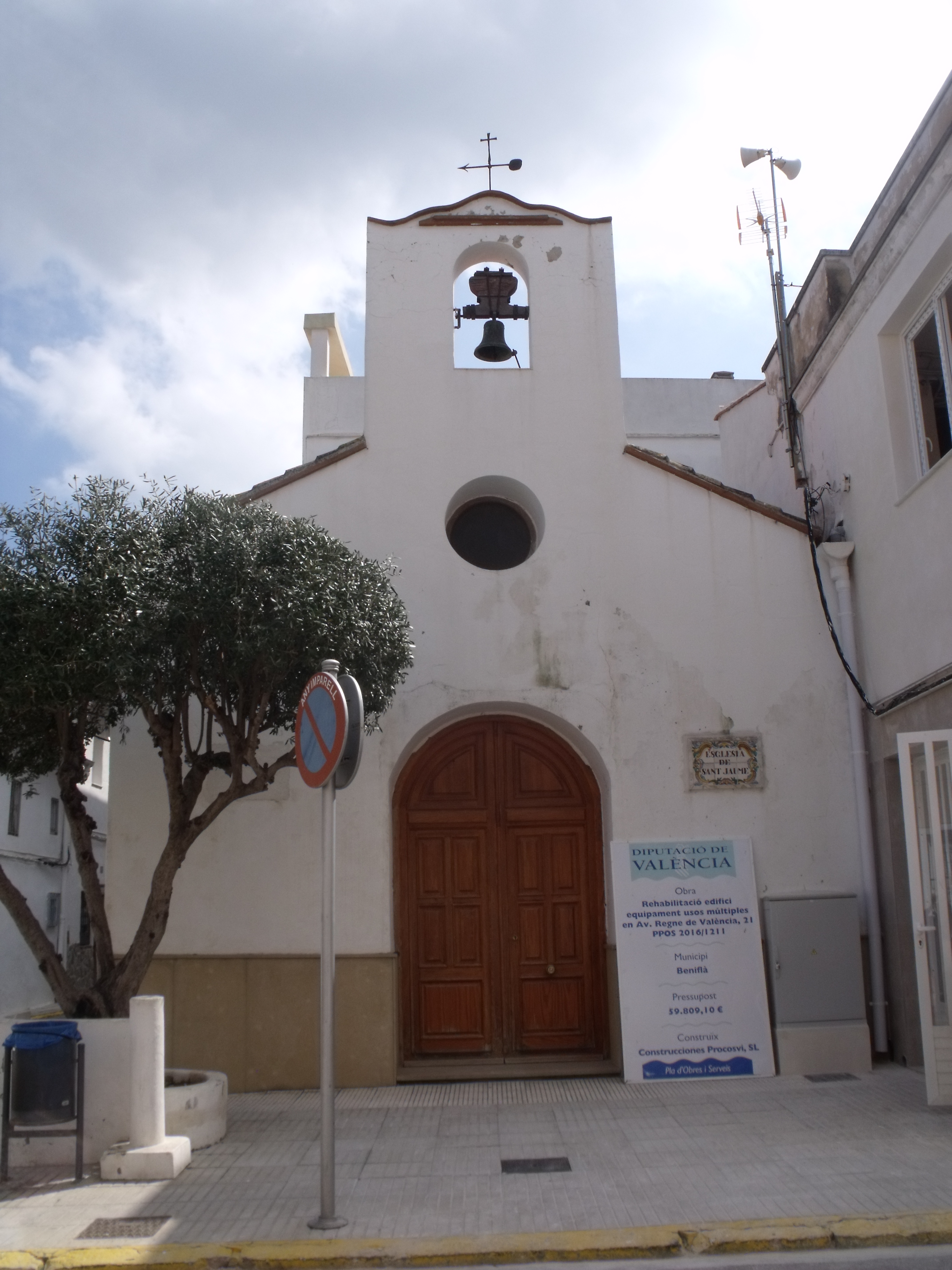
Jakobuskirche
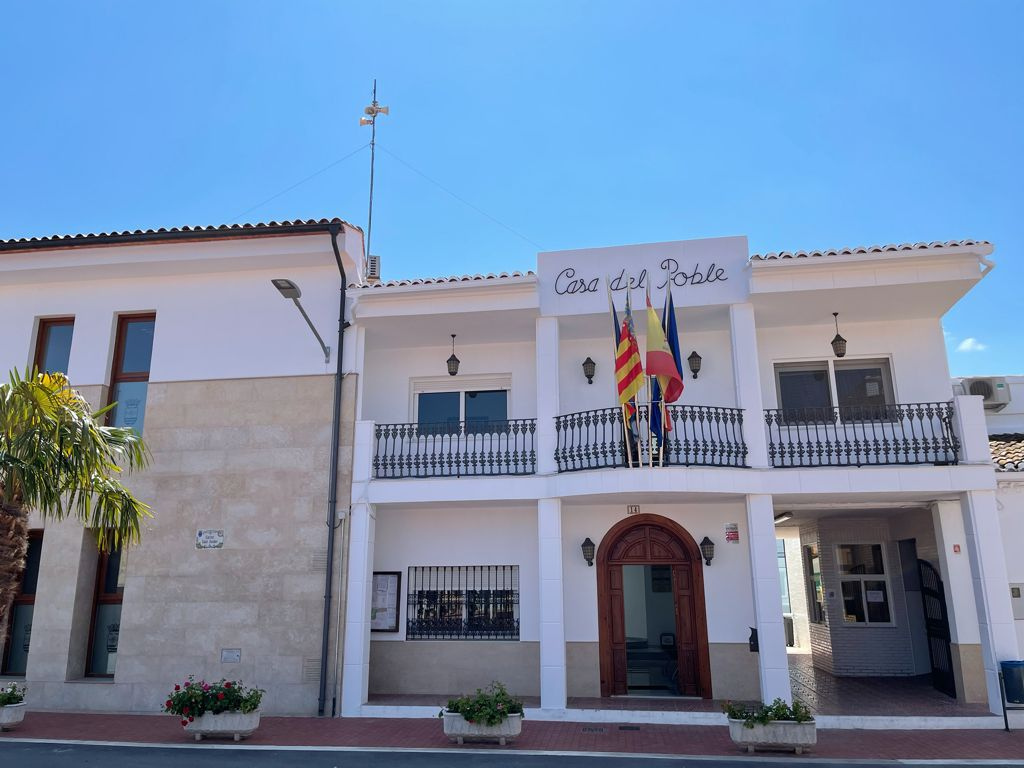
Rathaus